# Frøhvile
 Der er for få eller ingen kildehenvisninger i denne artikel, hvilket er et problem. Du kan hjælpe ved at angive troværdige kilder til de påstande, som fremføres i artiklen.

Frøhvile er en låsning af frøets kim, så den ikke kan gå i gang med at spire, før forholdene passer til det. Mekanismen skyldes nogle spirehæmmende stoffer i frøet. Disse stoffer nedbrydes i løbet af vinteren og foråret af en række enzymer, som aktiveres af frøets vandoptagelse og de skiftende temperaturer omkring frøet. De afgørende temperaturer ligger omkring +5°.
Man kan bryde frøhvilen kunstigt ved at fremkalde forhold, der svarer til de afgørende faktorer i naturen. Det kaldes stratificering (af græsk stratos = "lag"), fordi man tidligere ordnede det ved at lægge frø og vådt skiftevis sand ud i lag. I dag vil man ofte udføre denne bearbejdning af frøhvilen under mere styrede forhold i kølerum.
Frøhvile er en tilpasning til det forhold, at milde vinterforhold godt kunne fremkalde for tidlig spiring. Derfor giver frø, der høstes af hjemlige planter, ofte en bedre og mere sikker spiring. Det giver én af begrundelserne for at foretrække hjemlige frøkilder.